# Добецкий, Евстафий Евстафьевич
Евста́фий Евста́фьевич Добе́цкий (1856—1919) — член Государственного совета Российской империи (1906—1909), юрист, статский советник, помещик.

## Биография
Родился в польской католической дворянской помещичьей семье, принадлежавшей к гербу Осория. Его отец Евстахий (пол. Eustachy), мать — Наталья Анна (пол. Natalia Anna). Был крещён в церкви деревни Чалчин (пол. Czałczyn). В 1869 году поступил в пятый класс Келецкой гимназии, которую окончил в 1872 году с серебряной медалью. В 1876 году окончил юридический факультет Варшавского университета с серебряной медалью и со степенью кандидат права. Продолжил обучение в Агрономической академии в Галле, где прослушал несколько семестров лекций по агрономическим и экономическим наукам.
В 1879 году поселился в своём имении и занялся сельским хозяйством. Добецкий — землевладелец, ему принадлежало 2620 десятин родовой земли и 1000 десятин приобретённой земли в Радомской губернии на 1906 год. Был холост. В 1882—1906 годы Добецкий гминный судья 4-го округа Келецкого уезда. Член правления Радомского земского кредитного общества, в 1884 году он вошёл в руководство Главной дирекции Общества. В 1896 году он был одним из представителей Царства Польского, участвовавших в церемонии похорон императора Александра III.
С 1895 года находился на государственной службе, занимал различные посты в министерствах финансов, земледелия и государственных имуществ. В 1895 году в качестве наиболее видного советника Радомского земского кредитного общества он был делегирован по запросу министра финансов Витте в Тифлис. В 1896 году он стал членом экономического совета при Министерстве сельского хозяйства, где последовательно отстаивал интересы Польского царства. Был иницииром создания в Варшаве Сельскохозяйственной секцией в Обществе поддержки промышленности и торговли России. Был соорганизатором сельскохозяйственной выставки в Кельце в 1899 году. В 1901 году получил чин статский советник. В 1903 году был членом российской делегации на российско-германских торговых переговорах.
С 20 июня 1903 года он член Варшавского общества взаимного страхования сельскохозяйственного объединения «Сноп» (пол. «Snop»). В 1908—1915 годы он — председатель объединения «Сноп». В 1904 году был одним из создателей «Мемориала 23» (пол. «Memoriał dwudziestu trzech»), направленный царскому правительству, что вызвало негодование в польском обществе. В «Мемориале 23» содержалось прошение о восстановлении в Царстве Польском самоуправления, введения суда присяжных и снятия административных ограничений в деятельности Римско-католической церкви.
С начала революции 1905 года Добецкий активно занимался политической и общественной деятельностью. Был одним из активных членов Партии реальной политики, входил в её руководство. 4 апреля 1906 года Добецкий был избран членом Государственного совета Российской империи от землевладельцев Царства Польского. Входил в Польское коло. С 1908 года — председатель Польского коло. В 1908—1909 годы был членом бюро Центра группы, её Аграрной комиссии, в 1906—1909 годы — член Комиссии законодательных предположений. 12 мая 1908 года Добецкий в Государственном совете произнёс речь по аграрному вопросу, выступив как противник отчуждения помещичьих земель, предлагал ликвидировать сервитуты, чересполосицу. 20 марта 1908 года он поднимал вопрос о правах польской школы и правах поляков участвовать в работе судов. В 1909 году выбыл из состава Государственного совета в связи с истечением срока полномочий. Во время следующих выборов Добецкий отказался выдвигать свою кандидатуру, но поддерживал тесные контакты с депутатами Государственного совета, был выборщиком в Государственный совет в 1912 году. После окончания срока полномочий в Государственном совете Добецкий продолжил работу в Обществе земельного кредита. В начале Первой мировой войной он находился в Царстве Польском. Добецкий поддержал обращение великого князя Николая Николаевича 1 (14) августа 1914 года о даровании полякам автономии. В марте 1915 года выехал в Петроград по делам Общества земельного кредита. В 1916 году он отправился в Стокгольм. Долгое время немцы, оккупировавшие Польшу, отказывали ему в праве возвращения в Варшаву. Он поддерживал связь с Национальным комитетом в Петрограде, куда он писал и отправлял письма. В Швеции Добецкий поддерживал поляков-иммигрантов разных политических взглядов. Он помог польским иммигрантам с матерью Ледоховской. В 1917 году он вступил в Польский национальный комитет.
Вернулся в Варшаву в 1918 году, где умер в следующем году.